# Duka (Maďarsko)
Duka je obec v maďarské župě Vas.
Rozkládá se na ploše 15,24 km² a roce 2011 zde žilo 224 obyvatel.